# Adriano Garsia
Adriano Mario Garsia (Túnis, Protetorado Francês da Tunísia, 20 de agosto de 1928) é um matemático italiano-estadunidense, que trabalha com combinatória, teoria de representação e geometria algébrica.
Obteve um doutorado na Universidade Stanford em 1957, orientado por Charles Loewner, com a tese On Surfaces with a Rectilinear Geodesic Circle.
Nascido em Túnis, filho de tunisianos de origem italiana, foi para Roma em 1946.
Em 2012 tornou-se fellow da American Mathematical Society.

## Obras
- Garsia, Adriano M. Martingale. Inequalities: Seminar notes on recent progress. Mathematics Lecture Notes Series. W. A. Benjamin, Inc., Reading, Mass.-London-Amsterdam, 1973.
- Garsia, Adriano M. Topics in almost everywhere convergence. Lectures in Advanced Mathematics, 4 Markham Publishing Co., Chicago, Ill. 1970
- A. M. Garsia e M. Haiman, Orbit Harmonics and Graded Representations, Research Monograph to appear as part of the collection published by the Lab. de. Comb. et Informatique Math\'ematique, edited by S. Brlek, U. du Québec á Montréal.